# Конауэй, Джефф
Дже́ффри Ча́рльз Уи́льям Ма́йкл «Джефф» Конауэ́й (англ. Jeffrey Charles William Michael «Jeff» Conaway; 5 октября 1950, Нью-Йорк — 27 мая 2011, Энсино, Калифорния) — американский актёр, режиссёр, сценарист и продюсер. Двукратный номинант на премию «Золотой глобус» (1979, 1980) в номинации «Лучшая мужская роль второго плана на ТВ» (роль Бобби Уилер, сериал «Такси»).

## Биография
Джеффри Чарльз Уильям Майкл Конауэй родился 5 октября 1950 года в Нью-Йорке (США) и стал младшим из трёх детей в семье.
Начал карьеру актёра, будучи ребёнком в 1960 году, сыграв небольшую роль на Бродвее в постановке «До самого дома». В кино прославился с ролью Бобби Уилера из телесериала «Такси», в котором он снимался на протяжении 1978—1982 годов. За роль в этом сериале в 1979 и 1980-х годах Конауэй был номинирован на премию «Золотой глобус» в номинации «Лучшая мужская роль второго плана на ТВ». В начале 1990-х годов он также начал карьеру режиссёра, сценариста и продюсера.
Был дважды женат, на Роне Ньютон-Джон и на Керри Янг. У него не было детей.
В 2010 году он упал, сломав себе бедро и шейный позвонок. Конавею было сделано несколько операций, после которых актёр постоянно принимал обезболивающие. 11 мая 2011 года в результате того, что актёр страдал пневмонией и сепсисом, он впал в кому. В 20-х числах мая семья актёра приняла решение отключить его от системы обеспечения жизнедеятельности, так как, по оценкам врачей, наступила смерть мозга, и поддержание жизни явилось бессмысленным. 60-летнего Джеффа Конавея не стало 27 мая 2011 года.

## Избранная фильмография
| Год       |   | Русское название              | Оригинальное название        | Роль       |
| --------- | - | ----------------------------- | ---------------------------- | ---------- |
| 1971      | ф | Думаю о Дженнифер             | Jennifer on My Mind          | Хэнки      |
| 1976      | ф | Орёл приземлился              | The Eagle Has Landed         | Фрейзер    |
| 1977      | ф | Дракон Пита                   | Pete’s Dragon                | Вилли      |
| 1978      | ф | Бриолин                       | Grease                       | Кеники     |
| 1988      | ф | Эльвира — повелительница тьмы | Elvira, Mistress Of The Dark | Трэвис     |
| 1993      | ф | Закатный стриптиз             | Sunset Strip                 | Тони       |
| 1994—1998 | с | Вавилон-5                     | Babylon 5                    | Зак Аллан  |
| 1998      | ф | Тень сомнения                 | Shadow of Doubt              | Биксби     |
| 1999      | ф | Королевы убийства             | Jawbreaker                   | отец Марси |
| 1999      | ф | Человек на Луне               | Man on the Moon              | таксист    |